# Adam Tanner
Adam Tanner (in latino Tannerus) (Innsbruck, 14 aprile 1572 – Unken, 25 maggio 1632) è stato un gesuita austriaco, professore di teologia, ebraico, matematica e filosofia.

## Biografia
Nato nel 1572 a Innsbruck aderì nel 1589 alla Compagnia di Gesù. Studiò dapprima a Dillingen e successivamente teologia a Ingolstadt dove ebbe per maestri Gregorio di Valencia e Jakob Gretser. Nel 1596 divenne professore di ebraico a Ingolstadt e successivamente professore di teologia morale a Monaco. Nel novembre del 1601 partrecipò a Ratisbona ad una disputa teologica tra Cattolici e Luterani. Nel 1603 il Duca di Baviera lo nominò professore di Teologia scolastica presso l’Università di Ingolstadt dove rimase per quindici anni. Nel 1618 fu nominato dall’Imperatore Mattia d'Asburgo professore all’Università di Vienna dove scrisse la sua opera maggiore Universa theologia scholastica, speculatica, Practica. Nel 1627 l’Imperatore Ferdinando II lo nominò rettore dell’Università di Praga incarico che lasciò nell'anno successivo a causa del suo stato di salute per divenire rettore del collegio di Hall in Tirol. Morì a Unken, piccolo villaggio nei pressi di Salisburgo, mentre fuggiva dagli invasori svedesi durante la guerra dei trent’anni. Fu difensore della Chiesa cattolica e della sua liturgia contro i riformatori luterani e utraquisti. Nel campo dell'astronomia fece osservazioni sulle macchie solari.
Ad Adam Tanner la UAI ha intitolato il cratere lunare Tannerus.

## Opere
Fu autore di numerosi testi tra cui:
- Anatomiæ confessionis augustanæ, 1613, Ingolstadt.
- Astrologia sacra, 1615, Ingolstadt.
- Apologia pro Societate Iesu ex Bohemiae regno : Ab eiusdem regni statibus religionis sub utraque publico decreto immerito proscripta, 1618, Vienna.
- Universa Theologia Scholastica, Speculativa, Practica : ad methodum S. Thomae, quatuor Tomis comprehensa, Ingolstadt, 1627.